# Dave Bargeron
David "Dave" W. Bargeron (født 6 september 1942 i New York City, død januar 2025) var en amerikansk basunist og tubaist.
Bargeron er nok mest kendt for sit tubaspil, med gruppen Blood, Sweat & Tears, som han blev medlem af i 1970. 
Han var forinden dette leadbasunist i Clark Terry´s big band (1968-1970). Han kom så med i Gil Evans orkester i 1972.
Han var også medlem af Jaco Pastorius Word of Mouth Big Band.
Bargeron indspillede ligeledes med Pat Metheny, Paul Simon, Mick Jagger, Eric Clapton, Carla Bley, David Sanborn, Howard Johnson´s Gravity, etc.
Han spillede med George Gruntz big band, og George Russell´s Living Time Orchestra.